# Stenocaris pygmaea
Stenocaris pygmaea är en kräftdjursart som beskrevs av Noodt 1955. Stenocaris pygmaea ingår i släktet Stenocaris och familjen Canthocamptidae. Inga underarter finns listade i Catalogue of Life.